# Aa Susukino / Chikyū wa Kyō mo Ai wo Hagukumu
Singles de S/mileage
Mystery Night! / Eighteen Emotion
(2014)
Singles par Angerme
Taiki Bansei / Otome no Gyakushū
(2015)
Aa Susukino / Chikyū wa Kyō mo Ai wo Hagukumu (嗚呼 すすきの／地球は今日も愛を育む) est le 17e single "major" (et 21e single au total) du groupe de J-pop S/mileage et le dernier sous cette appellation ; certaines éditions du disque sont en fait titrées inversément : Chikyū wa Kyō mo Ai wo Hagukumu / Aa Susukino (地球は今日も愛を育む／嗚呼 すすきの).

## Présentation
Le single, écrit, composé et produit par Tsunku, sort le 20 août 2014 au Japon sur le label hachama, quatre mois après le précédent single du groupe, Mystery Night! / Eighteen Emotion,. Il atteint la 5e place du classement hebdomadaire des ventes de l'Oricon.
C'est un single "double face A", le quatrième du groupe, contenant deux chansons principales (Aa Susukino et Chikyū wa Kyō mo Ai wo Hagukumu) et leurs versions instrumentales. Il sort en deux éditions régulières notées "A" et "B", avec des pochettes différentes et une carte de collection incluse (sur sept possibles pour ce single, représentant une des membres ou le groupe). Il sort aussi en quatre éditions limitées notées "A", "B", "C", et "D", avec des pochettes différentes, un DVD différent en supplément, et un ticket de loterie pour participer à une rencontre avec le groupe. Un coffret rassemblant toutes les éditions du single sort aussi en édition limitée.
L'ordre des titres est inversé sur la moitié des éditions : les éditions régulière "A" et limitées "A" et "C" débutent par Aa Susukino avec des DVD consacrés à cette chanson, tandis que les éditions régulière "B" et limitées "B" et "D" (en fait titrées Chikyū wa Kyō mo Ai wo Hagukumu / Aa Susukino en couverture) débutent par Chikyū wa Kyō mo Ai wo Hagukumu avec des DVD consacrés à cette chanson.
Il s'agit du dernier single du groupe avant l'arrivée de nouveaux membres en octobre suivant et l'abandon de son nom pour celui d'Angerme. L'une des chansons du single, Chikyū wa Kyō mo Ai wo Hagukumu, figurera d'ailleurs sur la compilation de 2015 S/mileage / Angerme Selection Album "Taiki Bansei" attribuée à Angerme.

## Formation
Membres du groupe créditées sur le single :
- Ayaka Wada
- Kanon Fukuda
- Kana Nakanishi
- Akari Takeuchi
- Rina Katsuta
- Meimi Tamura

## Liste des titres
CD de l'édition régulière A
1. Aa Susukino (嗚呼 すすきの?)
2. Chikyū wa Kyō mo Ai wo Hagukumu (地球は今日も愛を育む?)
3. Aa Susukino (instrumental) (嗚呼 すすきの...?)
4. Chikyū wa Kyō mo Ai wo Hagukumu (instrumental) (地球は今日も愛を育む...?)

CD de l'édition régulière B
1. Chikyū wa Kyō mo Ai wo Hagukumu (地球は今日も愛を育む?)
2. Aa Susukino (嗚呼 すすきの?)
3. Chikyū wa Kyō mo Ai wo Hagukumu (instrumental) (地球は今日も愛を育む...?)
4. Aa Susukino (instrumental) (嗚呼 すすきの...?)

CD des éditions limitées A et C
1. Aa Susukino (嗚呼 すすきの?)
2. Chikyū wa Kyō mo Ai wo Hagukumu (地球は今日も愛を育む?)
3. Aa Susukino (instrumental) (嗚呼 すすきの...?)
4. Chikyū wa Kyō mo Ai wo Hagukumu (instrumental) (地球は今日も愛を育む...?)

DVD de l'édition limitée A
1. Aa Susukino (Music Video) (嗚呼 すすきの...?)

DVD de l'édition limitée C
1. Aa Susukino (Dance Shot ver.) (嗚呼 すすきの...?)
2. Aa Susukino (Jacket / MV Satsuei Making Eizō) (嗚呼 すすきの (ジャケット・MV撮影メイキング映像)?)

CD des éditions limitées B et D
1. Chikyū wa Kyō mo Ai wo Hagukumu (地球は今日も愛を育む?)
2. Aa Susukino (嗚呼 すすきの?)
3. Chikyū wa Kyō mo Ai wo Hagukumu (instrumental) (地球は今日も愛を育む...?)
4. Aa Susukino (instrumental) (嗚呼 すすきの...?)

DVD de l'édition limitée B
1. Chikyū wa Kyō mo Ai wo Hagukumu (Music Video) (地球は今日も愛を育む...?)

DVD de l'édition limitée D
1. Chikyū wa Kyō mo Ai wo Hagukumu (Dance Shot ver.) (地球は今日も愛を育む...?)
2. Chikyū wa Kyō mo Ai wo Hagukumu (Jacket / MV Satsuei Making Eizō) (地球は今日も愛を育む (ジャケット・MV撮影メイキング映像)?)